# Кондо, Джордж
Джордж Кондо (George Condo, 1957, Конкорд, Нью-Гэмпшир) — современный американский художник — живописец, график, скульптор. Живёт и работает в Нью-Йорке.

## Образование
- 1976—1978 Lowell University, Массачусетс

## Ранние годы
Кондо родился в Конкорде, штат Нью-Гэмпшир. Изучал историю искусств и теорию музыки в Массачусетском университете Лоуэлла. С детства увлекался живописью и рисунком, а также изучал гитару и музыкальную композицию. После двух лет обучения в Университете Лоуэлла художник переехал в Бостон, где работал в магазине шелкографии и присоединился в качестве басиста к прото-синт/панк-группе The Girls, в которой играли художник-абстракционист Марк Дэгли, авангардный музыкант Дэвед Хилд и Робин Амос, основатель группы Cul de Sac. Их единственный сингл, "Jeffrey I Hear You"/"Elephant Man" (1979), был спродюсирован Дэвидом Томасом из Pere Ubu. Кондо познакомился с Жаном-Мишелем Баския в 1979 году, когда группа Баския Gray выступала перед Girls в ночном клубе Tier 3 в центре города. После этой встречи Кондо переехал на Ладлоу-стрит в Нью-Йорке, чтобы продолжить карьеру художника. В 1980 году он стал одним из основателей панк/блюзовой группы Hi Sheriffs of Blue.

## Творчество
Один из наиболее влиятельных современных американских художников, Кондо на протяжении нескольких десятилетий продолжает экспериментировать с концепцией реалистичной репрезентации вымышленных образов, которую он сам обозначил как «искусственный реализм».
Кондо последовательно интерпретирует живописные традиции и жанры через призму сегодняшнего дня. Художник в ироничной манере отражает современную американскую культуру и её влияние на развитие ценностных ориентиров общества и восприятие живописи в целом. Его произведения – смелое смешение чувственной живописи мастеров европейской школы с эстетикой «Авиньонских Девиц» Пабло Пикассо, «Этюдов человеческого тела» Френсиса Бэкона и женских образов Виллема Де Кунинга с отсылками к китчу и популярной американской культуре, включая журнал Playboy, комиксы и мультипликацию. Критики называют Кондо тем самым «недостающим звеном», связующим классиков фигуративной живописи и современных звёзд: Джона Каррена, Гленна Брауна, Даны Шульц и других. Работы Кондо, такие как «Оргия» (2004), «Супермен» (2005), «Бэтмен и Кролик» (2005), «Майя Деснуда» (2005), «Сны и кошмары королевы» (2006) и "Бог" (2007), помещают архетипические человеческие фигуры в мир юмористического, гротескного стиля живописи, который художник называет «психологическим кубизмом».

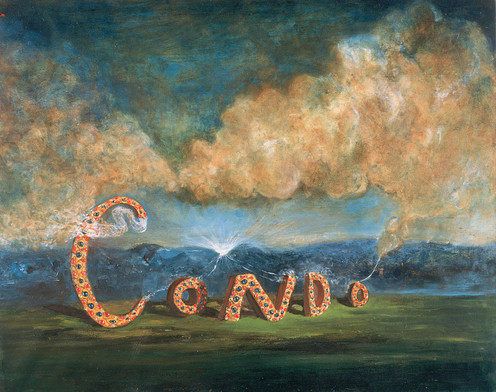
Джордж Кондо The Cloudmaker (1984)

Первые выставки художника проходили в начале 1980-х в различных галереях культового района Ист-Виллидж в Нью-Йорке. В этот период он работал на Фабрике Энди Уорхола, где он, в том числе, помогал Уорхолу с серией «Мифы». На короткое время Кондо переехал в Лос-Анджелес и провёл там свою первую персональную выставку в 1983 году в галерее Ульрике Кантор. После возвращения в Нью-Йорк в конце того же года он совершил свою первую поездку в Европу. Кондо переехал в Кёльн, Германия, где познакомился и работал с несколькими художниками из группы Mülheimer Freiheit, включая Вальтера Дана и Иржи Георга Докупила. Его первая персональная выставка в Европе состоялась в 1984 году в галерее Monika Sprüth.

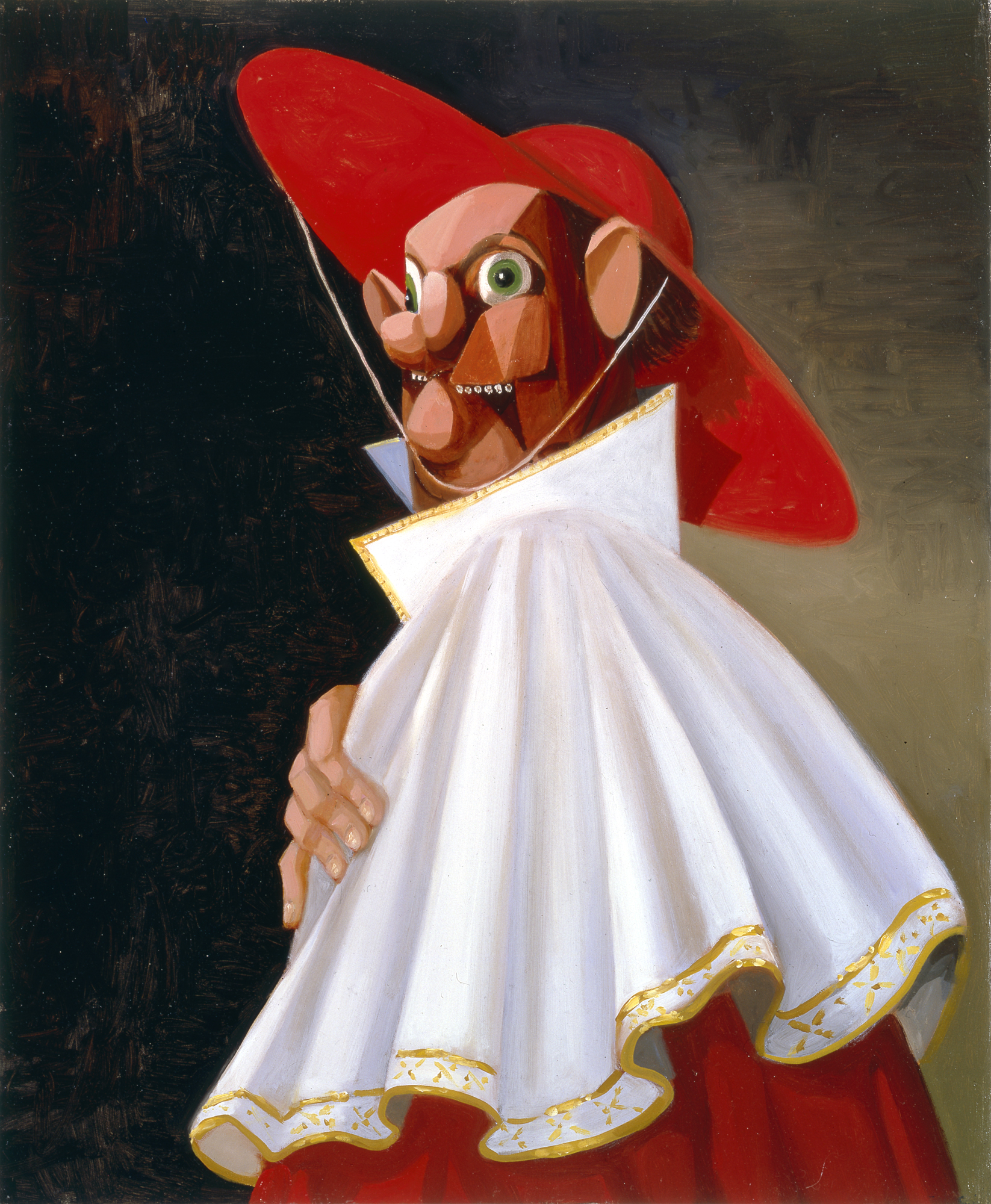
Джордж Кондо The Cracked Cardinal (2001)

Ещё в Европе Кондо познакомился и начал сотрудничать с американским арт-дилером Барбарой Гладстон, а в 1984 году его персональные выставки открылись одновременно в двух галереях Нью-Йорка - Pat Hearn и Barbara Gladstone Galleries. Будучи близким другом Жана-Мишеля Баскии, по возвращении в Нью-Йорк Кондо познакомился с Китом Харингом, и их дружба продлилась до самой смерти Харинга от СПИДа в 1990 г. Несколько наиболее значительных работ Кондо этого периода, например, "Танцы с Майлзом" (1985), которая была включена в биеннале Уитни в 1987 г. и сейчас находится в коллекции Фонда Брода в Лос-Анджелесе, были написаны в студии Харинга в Ист-Виллидж.
С 1985 по 1995 год Кондо жил и работал в основном в отелях и арендованных студиях между Парижем и Нью-Йорком, продолжая при этом активно выставляться в США и Европе. В Нью-Йорке Кондо и Джозеф Гласко снимали студии на Bond Street и стали хорошими друзьями. В это время Кондо, Гласко и Джулиан Шнабель работали над выставками в галерее Лесли Уоддингтона в Лондоне.
В Париже Харинг познакомил Кондо с американским писателем и художником Брионом Гизиным, который, в свою очередь, позже представил его Уильяму С. Берроузу. Кондо и Берроуз неоднократно сотрудничали в период с 1988 по 1996 год. Избранные работы из их совместного творчества были выставлены в 1997 году в галерее Пэта Хирна в Нью-Йорке. Кондо в том числе создал иллюстрации к повести Берроуза "Призрачный шанс", которая была опубликована Музеем Уитни в 1991 году.
В Париже Кондо познакомился с философом и семиотиком Феликсом Гваттари, наиболее известным по сотрудничеству с философом Жилем Делезом, когда Кондо работал в студии в многоквартирном доме, где жил Гваттари. Гваттари много писал о творчестве Кондо, включая вступительный текст и интервью в каталог персональной выставки Кондо 1990 года в галерее Daniel Templon.
Работы Кондо оказали влияние на многих художников его и последующего поколения, включая Найджела Кука, Шона Ландерса, Джона Каррена, Лизу Юскавадж и Гленна Брауна. Своим творчеством он также вдохновлял и писателей, таких, как, Берроуз, Гваттари, Демосфен Давветас, Дональд Куспит, Вильфрид Дикхофф и Салман Рушди, в романе которого "Ярость" 2001 года есть глава, написанная под впечатлением от работы Кондо "Психоаналитический кукловод, теряющий рассудок" (1994). Американский писатель-фантаст Дэвид Минс также использовал картину Кондо "Падший дворецкий" (2010) в качестве вдохновения для своего короткого рассказа "Плач дворецкого", который был опубликован в каталоге ретроспективной выставки художника "Mental States", организованной галереей Хейворд, Лондон, и Новым музеем, Нью-Йорк, в 2011 году. Аллен Гинзберг, близкий друг и частый посетитель парижской студии Кондо, где он неоднократно фотографировал художника, попросил Кондо написать его портрет для обложки сборника "Избранные стихотворения: 1947-1995", опубликованной в 1996 году издательством HarperCollins.
В 2000 году режиссёр Джон Макнотон снял документальный фильм о художнике «Живопись Кондо».

## Отдельные проекты
Помимо оформления обложек книг, таких как Book of Sketches (Penguin Poets, 2006) Джека Керуака, для которой он также написал предисловие, Кондо создавал обложки альбомов для многих музыкантов. Наиболее заметным стало сотрудничество Кондо с рэпером Канье Уэстом в 2010 году, когда он создал серию картин для альбома Уэста My Beautiful Dark Twisted Fantasy и различных синглов. Канье Уэст использовал картину Кондо в качестве изображения в своем Твиттере, а Кондо разрисовал для Уэста сумку Hermès Birkin Bag, которую Уэст подарил Ким Кардашьян. Кондо также создал четыре альтернативные копии обложки альбома, которые, хотя и не были использованы для обложки альбома, были размещены в некоторых выпусках пластинки на виниле и изданы в виде отдельных постеров. Все варианты отражают темы, встречающиеся в альбоме Уэста, и все они рассматривались для обложки. Окончательный вариант, изображающий демоническую карикатуру на художника с женщиной-фениксом на коленях и бутылкой в руке, был даже подвергнут цензуре iTunes, и обложка альбома теперь представляет собой размытую версию картины Кондо.
В том же году Кондо совместно с американским дизайнером Адамом Киммелом создали лимитированную коллекцию футболок для магазина Barneys New York.
Работы Кондо также были представлены на обложках альбомов The Story of the Ghost (Elektra, 1998) рок-группы Phish, Serenada Schizophrana Дэнни Эльфмана (2006), Franck, Debussy, Schumann Доры Шварцберг и Марты Аргерих (AventiClassic, 2006) и других. Совсем недавно Кондо нарисовал абстрактный портрет оперного контртенора Энтони Рота Костанцо для обложки его первого альбома ARC, выпущенного в 2018 году лейблом DeccaGold и включающего записи произведений Филипа Гласса и Георга Фридриха Генделя.
В 2020 году Кондо сотрудничал с рэпером Трэвисом Скоттом и создал обложку для сингла Скотта Franchise.

## Персональные выставки
| - 2023 The Morgan Library & Museum, 'Entrance to the Mind: Drawings by George Condo in the Collection of the Morgan Library & Museum', Нью-Йорк - National Museum Monaco, 'Humanoïdes', Монако - Hauser & Wirth, 'George Condo. People Are Strange', Голливуд - 2021 Hauser & Wirth, 'George Condo. Ideals of the Unfound Truth', Лондон - 2021 Long Museum, 'The Picture Gallery', Шанхай - 2021 Sprüth Magers, 'Linear Expression', Берлин - 2020 Hauser & Wirth, 'Internal Riot', Нью-Йорк - 2019 Skarstedt, 'Paintings & Works on Paper', Нью-Йорк - 2019 Sprüth Magers, 'What’s the Point? ', Лос-Анджелес - 2018 Museum of Cycladic Art, 'George Condo at Cycladic', Фины - 2018 Maritime Museum, 'Expanded Portrait Compositions', Гонконг - 2018 Sotheby’s S\|2, 'Face-Off. Picasso / Condo', Гонконг - 2017 Louisiana Museum of Art, 'The Way I Think', Хумлебек - 2017 Almine Rech, 'Life is worth living', Париж - 2017 The Phillips Collection, 'The Way I Think', Вашингтон - 2016 Staatliche Museen zu Berlin, Museum Berggruen, 'Confrontation', Берлин - 2016 Центр Гейдара Алиева, 'George Condo. Selections from a Private Collection', Баку - 2016 Sprüth Magers, 'Entrance to the Void', Лос-Анджелес - 2015 Xavier Hufkens, 'Works on Paper', Брюссель - 2015 Tate Modern, 'George Condo (display)', Лондон - 2014 Skarstedt Gallery, 'Ink Drawings', Лондон - 2014 Simon Lee, 'HEADSPACE', Лондон - 2013 The Metropolitan Opera House, 'Jesters', Нью-Йорк - 2012 Schirn Kunsthalle, 'Mental States', Франкфурт - 2011 New Museum, 'Mental States', Нью-Йорк - 2011 Museum Boijmans Van Beuningen, 'Mental States', Роттердам - 2010 Sprüth Magers, 'Family Portraits', Берлин - 2009 Skulpturenpark Koln, 'KolnSkulptur 4', Кёльн - 2009 Musée Maillol, Париж, Франция - 2008 «Christ: The Subjective Nature of Objective Representation», Luhring Augustine, Нью-Йорк - 2008 Искусственный реализм, Галерея Гари Татинцяна, Москва - 2008 Drawings, Sprüth Magers, Берлин - 2007 Andrea Caratsch Gallery, Цюрих - 2007 Simon Lee Gallery, Лондон - 2006 Wrong Gallery, Tate Modern, Лондон - 2006 "George Condo: Existential Portraits", Luhring Augustine, Нью-Йорк - 2006 "George Condo: Existential Portraits", Xavier Hufkens Gallery, Брюссель - 2005 "George Condo:Sculptures", Skarstedt Fine Art, Нью-Йорк | - 2005 "George Condo", Monika Spruth Philomene Magers, Мюнхен - 2005 «Disassembled Objects», Power House Memphis, - 2004 "George Condo. Paintings From the Eighties", Biggs Robinson gallery, Нью-Йорк - 2004 Religious Paintings, Simon Lee Gallery, Лондон - 2004 "George Condo", Eleni Koroneou Gallery, Афины - 2004 Memories of Manet and Velazquez, Galerie Jerome de Noirm - 2003 "Not Afraid", Rubell Family Collection, Майами - 2003 George Condo: Sculpture. Expanded Portraits, Extended Forms and Jazz Sculptures, Caratsch de Pury & Luxembourg, Цюрих; Galerie Bruno Bischofberger, Цюрих - 2003 "George Condo", The Carpenter Center for the Visual Arts, Кембридж - 2002 George Condo, Luhring Augustine, Нью-Йорк - 2002 George Condo, Garten-Landschaft OstWestfalenLippe, Schlosspark Wendlinghausen, Дёрентруп - 2001 Physiological Abstraction, Galerie Jérôme de Noirmont, Париж - 2001 George Condo, Monika Spruth Philomene Magers, Мюнхен - 2000 Portraits, 11 Duke Street, Лондон - 2000 Mental States, Patrick Painter, Inc., Санта-Моника - 1999—2000 George Condo: Jazz Paintings, PaceWildenstein, Нью-Йорк - 1999—2000 Portraits Lost In Space, Deitch Projects, Нью-Йорк - 1999—2000 George Condo: Silkscreen Paintings, PaceWildenstein, Лос-Анджелес - 1999—2000 George Condo, Texas Gallery, Хьюстон - 1999—2000 New Paintings, Galerie Monika Sprüth, Кёльн - 1999—2000 George Condo: New Paintings, Galerie Bruno Bischofberger, Цюрих - 1999-98 George Condo: Televised Silkscreens, Sandra Gering Gallery, Нью-Йорк - 1998-97 William Borroughs George Condo Collaborations 1988—1996, Pat Hearn Gallery, Нью-Йорк - 1998-97 Collage Paintings, PaceWildenstein, 142 Greene Street, Нью-Йорк - 1998-97 Pages de Garde/End Papers, PaceWildenstein, Лос Анджелес - 1998-97 Pages de Garde/End Papers, PaceWildenstein, Нью-Йорк - 1998-97 George Condo, Monika Sprüth Galerie, Кёльн - 1998-97 The Horse and the Cardinal: George Condo and William Burroughs Collaborative Works 1988—1996, Pat Hearn, Нью-Йорк - 1997 Collage Abstractions, PaceWildenstein, Лос Анджелес - 1996 Drawings 1976—1996, PaceWildenstein, Лос Анджелес - 1996 IT Park Gallery, Тайбэй - 1995 Palais des Congrès de Paris, Париж | - 1995 Zeichnungen, Galerie Bruno Bischofberger, Цюрих - 1995 Galerie Daniel Templon, Париж - 1995 Paintings and Drawings, PaceWildenstein, Нью-Йорк - 1995-94 McKinney Avenue Contemporary, Dallas; Contemporary ArtsMuseum, Хьюстон - 1994 Recent Paintings, PaceWildenstein, Нью-Йорк - 1993 Galeria Fernando Latorre, Сарагоса - 1993 Sculpturen, Galerie Bruno Bischofberger, Цюрих - 1993-92 Galeria Salvador Riera, Барселона - 1992 Monika Sprüth Galerie, Кёльн - 1992 «Obra 1990—1992,» Galería Soledad Lorenzo, Мадрид - 1992 Stuart Regen Gallery, Лос Анджелес - 1992 "Neue Bilder, " Galerie Pfefferle, Мюнхен - 1992 Gravats, Galeria Joan Prats, Барселона - 1991 "Recent Paintings, " The Pace Gallery, Нью-Йорк - 1990 Akira Ikeda Gallery, Токио - 1990 Peintures récentes 1989-90, Galerie Daniel Templon, Париж - 1990 "Drawings, " Galerie Kaj Forsblom, Хельсинки - 1990 "Paintings, Drawings, Prints, " Michael Maloney Contemporary Art, Inc., Санта-Моника - 1990 Galerie de Poche, Париж - 1990 Monika Sprüth Galerie, Кёльн - 1989 Waddington Galleries, Лондон - 1988 "Neue Arbeiten, " Monika Sprüth Galerie, Кёльн - 1988 "Paintings and Drawings, " The Pace Gallery - 1988 Galeria Leyendecker, Санта-Круз-де-Тенерифе - 1988 "Works on Paper, " Vrej Baghoomian Inc., Нью-Йорк - 1988-97 Monika Sprüth Galerie, Кёльн - 1987 "Neue Bilder, " Galerie Bruno Bischofberger, Цюрих - 1987 Monika Sprüth Galerie, Кёльн - 1987 «Gemälde/Paintings 1984—1987,» Kunstverein, Мюнхен - 1987 «Paintings 1983—1987,» Akira Ikeda Gallery, Нагоя - 1985 Schilderijen en Tekeningen, Galerie ‘t Venster, Роттердам - 1985 "Neue Arbeiten, " Monika Sprüth Galerie, Кёльн - 1985 "Major New Works, " Galerie Bruno Bischofberger, Цюрих - 1985 "Paintings, " Akira Ikeda Gallery, Токио - 1985 "Recent Paintings, " Barbara Gladstone Gallery, Нью-Йорк - 1985 Larry Gagosian Gallery, Лос Анджелес - 1985-84 Barbara Gladstone Gallery, Нью-Йорк - 1985-84 Pat Hearn Gallery, Нью-Йорк - 1984 Galería Leyendecker, Санта-Круз-де-Тенерифе - 1984 Bilder — Zeichnungen, Monika Sprüth Galerie, Кёльн - 1984 "Paintings and Works on Paper, " Ulrike Kantor Gallery, Лос Анджелес |

## Публичные коллекции
- Albright-Knox Art Gallery, Buffalo, New York
- Art Gallery of Ontario, Toronto
- Astrup Fearnley Museum of Modern Art, Olso, Norway
- Centre Georges Pompidou, Paris, France
- Citigroup Art Advisory Service Collection, New York
- Dakis Joannou Collection Foundation, Athens, Greece
- Deste Foundation for Contemporary Arts, Athens
- Doron Sebbag Art Collection, ORS Ltd., Tel Aviv
- Fonds National d’Art Contemporain, Ministère de la Culture, Paris
- Fonds Regional d’Art Contemporain, Ile de France, Paris
- Kunsthalle Bielefeld, Bielefeld, Germany
- Louisiana Museum of Modern Art, Humlebæk, Denmark
- Moderna Museet, Stockholm
- Museu d’Art Contemporani, Barcelona
- Norton Gallery, Palm Beach, Florida
- Schirn Kunsthalle, Frankfurt
- Stedelijk Museum, Amsterdam
- Staedel Museum, Frankfurt, Germany
- Tate Modern, London
- The Broad Collection, Los Angeles CA
- The Broad Art Foundation, Santa Monica CA
- The Judith Rothschild Foundation, Fort Washington, Pennsylvania
- The Karpidas Family Collection, Dallas
- The Metropolitan Museum of Art, New York
- The Menil Collection, Houston TX
- The Museum of Fine Arts, Houston, Texas
- The Museum of Modern Art, New York
- The National Gallery of Art, Washington D.C.
- The Olbricht Collection, Berlin
- The Pisces Collection, Donaueschingen, Germany
- The Solomon R. Guggenheim Museum, New York
- Whitney Museum of American Art, New York

## Признание
В 2000 году Кондо стал героем документального фильма Condo Painting, снятого режиссёром Джоном МакНотоном. В фильме, в котором показан год работы Кондо над масштабной картиной Big Red, присутствует Аллен Гинзберг, а также кадры совместной работы Кондо и Уильяма С. Берроуза над картинами, которые они вместе создали в доме Берроуза в Канзасе в середине 1990-х годов.
О творчестве Кондо много писали критики. Было опубликовано несколько монографий, в том числе The Imaginary Portraits of George Condo (PowerHouse), George Condo: Sculpture Томаса Келейна (Hatje Kanz), George Condo: One Hundred Women (Hatje Kanz) и приуроченная к одноимённой выставке George Condo: Mental States (Hayward Publishing).
В 1999 году Кондо получил премию Американской академии искусств и литературы, а в 2005 году - премию Фрэнсиса Дж. Гринбургера. Его приглашали читать лекции во многих престижных учреждениях, включая Колумбийский университет, Йельский университет, Центр искусств Пасадены, Музей современного искусства в Сан-Франциско, Музей Соломона Р. Гуггенхайма в Нью-Йорке и Новый музей современного искусства в Нью-Йорке. В 2004 году Кондо преподавал шестимесячный курс в Гарвардском университете под названием Painting Memory.

## Награды
- 1999 — The Academy Award in Art, American Academy of Arts and Letters
- 2005 — Francis J. Greenberger Award

## Аукционные результаты
Наиболее дорогие работы художника, проданные на аукционах:
1. $6,857,941 – Force Field, 2010. Aукцион Christie's, 10 июля 2020 г.[12]
2. $6,162,500 – Nude and Forms, 2014. Aукцион Christie's, 17 мая 2018 г.[13]
3. $4,950,000 – Linear Connection, 2010. Aукцион Christie's, 19 ноября 2021 г.[14]
4. $4,812,500 – Washington Square Park, 2010. Aукцион Christie's, 15 ноября 2018 г.[15]
5. $4,666,589 – Escaping from the dark, 2022. Aукцион Christie's, 30 ноября 2017 г.[16]